# NK Ankerkader 47/1 Ereklasse 2017-2018
Het 44e Nederlands kampioenschap biljarten in de spelsoort Ankerkader 47/1 2017-2018 werd met Simonis Biljartlakens NK Ankerkader 47/1 Ereklasse als officiële naam gespeeld op 24 & 25 maart 2018 op 2 matchtafels bij HCR Prinsen te Haarlo. De organisatie werd verzorgd door BV Ellenkamp en de wedstrijdleiding was in handen van Bennie Deegens.

Tijdens dit kampioenschap werd voor het eerst gespeeld met Super Aramith Tournament ballen (wit, geel, rood) in plaats van met Super Aramith De Luxe (wit, wit, rood). Daarnaast werd er gespeeld volgens een nieuw format. Beide voornoemde wijzigingen zouden vanaf seizoen 2018-2019 in de Ereklassen in de diverse klassieke spelsoorten worden toegepast. Dit werd besloten tijdens het overleg op 5 februari 2018 van de Wedstrijdzaken Commissie Topsport (WCT) met een afvaardiging van de groep Ereklasse spelers.

Dit toernooi werd via internetbetaalzender Kozoom kosteloos uitgezonden.

## Inrichting (format)
Tijdens de poulefase werd een halve competitie afgewerkt met partijen over 200 caramboles. In de twee ronde speelden de winnaars van de eerste partijen tegen elkaar, waarna de resterende duels volgden. 
Na de poulefase plaatsten de twee hoogst geklasseerde spelers per poule zich voor de "kampioenspoule". De nummers 3 en 4 in de poules speelden verder in "poule 5 t/m 8".
Onderlinge duels die werden gespeeld in de poulefase, telden ook mee voor de vervolgpoule. In deze poules werd gespeeld volgens systeem Ave.

## Kwalificatie voor het NK Ankerkader 47/1 2017-2018
Als titelverdediger werd Henri Tilleman jr. rechtstreeks geplaatst. 
De overige 7 deelnemers moesten zich plaatsen via het Nederlands kampioenschap AK 47/2 2017-2018 en/of het AK 71/2 2017-2018 waarbij het hoogste gewogen algemeen gemiddelde doorslaggevend was.
| Ranglijst – KWALIFICATIE NK ANKERKADER 47/1 2017-2018 | Ranglijst – KWALIFICATIE NK ANKERKADER 47/1 2017-2018 | Ranglijst – KWALIFICATIE NK ANKERKADER 47/1 2017-2018 | Ranglijst – KWALIFICATIE NK ANKERKADER 47/1 2017-2018 | Ranglijst – KWALIFICATIE NK ANKERKADER 47/1 2017-2018 | Ranglijst – KWALIFICATIE NK ANKERKADER 47/1 2017-2018 | Ranglijst – KWALIFICATIE NK ANKERKADER 47/1 2017-2018 |
| Kl.                                                   | Naam speler                                           | NK AK 47/2                                            | GG x2,25                                              | NK AK 71/2                                            | GG x3,60                                              | Hoogste GG                                            |
| ----------------------------------------------------- | ----------------------------------------------------- | ----------------------------------------------------- | ----------------------------------------------------- | ----------------------------------------------------- | ----------------------------------------------------- | ----------------------------------------------------- |
| 1                                                     | Henri Tilleman jr.                                    | Titelverdediger                                       | Titelverdediger                                       | Titelverdediger                                       | Titelverdediger                                       | Titelverdediger                                       |
| 2                                                     | Sam van Etten                                         | 115,38                                                | 259,61                                                | 35,13                                                 | 126,47                                                | 259,61                                                |
| 3                                                     | Raymund Swertz                                        | 89,42                                                 | 201,20                                                | 57,14                                                 | 205,70                                                | 205,70                                                |
| 4                                                     | Gert-Jan Veldhuizen                                   | 19,14                                                 | 43,07                                                 | 33,95                                                 | 122,22                                                | 122,22                                                |
| 5                                                     | Michel van Silfhout                                   | 52,12                                                 | 117,27                                                | 25,29                                                 | 91,04                                                 | 117,27                                                |
| 6                                                     | Wiel van Gemert                                       |                                                       |                                                       | 26,74                                                 | 96,26                                                 | 96,26                                                 |
| 7                                                     | Micha van Bochem                                      | 21,48                                                 | 48,33                                                 | 24,00                                                 | 86,40                                                 | 86,40                                                 |
| 8                                                     | Ferry Jong                                            | 37,40                                                 | 84,15                                                 |                                                       |                                                       | 84,15                                                 |
| 9                                                     | René Tull                                             | 25,15                                                 | 56,59                                                 | 23,28                                                 | 83,81                                                 | 83,81                                                 |
| 10                                                    | Jos Bongers                                           | 35,77                                                 | 80,84                                                 | 21,88                                                 | 78,77                                                 | 80,84                                                 |
| 11                                                    | Demi Pattiruhu                                        |                                                       |                                                       | 21,03                                                 | 75,71                                                 | 75,71                                                 |
| 12                                                    | Dennis Timmers                                        | 29,71                                                 | 66,85                                                 | 16,73                                                 | 60,23                                                 | 66,85                                                 |
| 13                                                    | Hans Klok                                             | 16,80                                                 | 37,80                                                 |                                                       |                                                       | 37,80                                                 |
|                                                       |                                                       |                                                       |                                                       |                                                       |                                                       |                                                       |

Raymund Swertz meldde zich af. René Tull nam zijn plaats in.
Geplaatste spelers werden in de poules geplaatst op volgorde van het hoogste gewogen algemeen gemiddelde volgens systeem poule Marseillaise.

## Poule indeling
| NK Ankerkader 47/1 Ereklasse 2017-2018 - DEELNEMERS | NK Ankerkader 47/1 Ereklasse 2017-2018 - DEELNEMERS | NK Ankerkader 47/1 Ereklasse 2017-2018 - DEELNEMERS | NK Ankerkader 47/1 Ereklasse 2017-2018 - DEELNEMERS |
| Poule A                                             | SPELER                                              | Poule B                                             | SPELER                                              |
| --------------------------------------------------- | --------------------------------------------------- | --------------------------------------------------- | --------------------------------------------------- |
| 1                                                   | Henri Tilleman                                      | 1                                                   | Sam van Etten                                       |
| 2                                                   | Michel van Silfhout                                 | 2                                                   | Gert-Jan Veldhuizen                                 |
| 3                                                   | Wiel van Gemert                                     | 3                                                   | Micha van Bochem                                    |
| 4                                                   | René Tull                                           | 4                                                   | Ferry Jong                                          |
|                                                     |                                                     |                                                     |                                                     |

## Arbitrage
De arbitrage werd verzorgd door Ad van den Brand (Etten-Leur), Harmannus Hofman (Wildervank), Willem Hofman (Klarenbeek) en Henry Thijssen (Heesch).

## Poulefase

### Poule A
| NK Ankerkader 47/1 Ereklasse 2017-2018 – POULE A | NK Ankerkader 47/1 Ereklasse 2017-2018 – POULE A | NK Ankerkader 47/1 Ereklasse 2017-2018 – POULE A | NK Ankerkader 47/1 Ereklasse 2017-2018 – POULE A | NK Ankerkader 47/1 Ereklasse 2017-2018 – POULE A | NK Ankerkader 47/1 Ereklasse 2017-2018 – POULE A | NK Ankerkader 47/1 Ereklasse 2017-2018 – POULE A | NK Ankerkader 47/1 Ereklasse 2017-2018 – POULE A | NK Ankerkader 47/1 Ereklasse 2017-2018 – POULE A | NK Ankerkader 47/1 Ereklasse 2017-2018 – POULE A | NK Ankerkader 47/1 Ereklasse 2017-2018 – POULE A | NK Ankerkader 47/1 Ereklasse 2017-2018 – POULE A | NK Ankerkader 47/1 Ereklasse 2017-2018 – POULE A | NK Ankerkader 47/1 Ereklasse 2017-2018 – POULE A |
| SPELER                                           | PP                                               | CAR                                              | BRT                                              | MOY                                              | HS                                               |                                                  | SPELER                                           | PP                                               | CAR                                              | BRT                                              | MOY                                              | HS                                               | R                                                |
| ------------------------------------------------ | ------------------------------------------------ | ------------------------------------------------ | ------------------------------------------------ | ------------------------------------------------ | ------------------------------------------------ | ------------------------------------------------ | ------------------------------------------------ | ------------------------------------------------ | ------------------------------------------------ | ------------------------------------------------ | ------------------------------------------------ | ------------------------------------------------ | ------------------------------------------------ |
| Henri Tilleman                                   | 2                                                | 200                                              | 11                                               | 18,18                                            | 48                                               | Michel van Silfhout                              | 2                                                | 200                                              | 14                                               | 14,28                                            | 75                                               | 1                                                |                                                  |
| René Tull                                        | 0                                                | 152                                              | 11                                               | 13,81                                            | 95                                               | Wiel van Gemert                                  | 0                                                | 180                                              | 14                                               | 12,85                                            | 48                                               | 1                                                |                                                  |
|                                                  |                                                  |                                                  |                                                  |                                                  |                                                  |                                                  |                                                  |                                                  |                                                  |                                                  |                                                  |                                                  |                                                  |
| Wiel van Gemert                                  | 2                                                | 200                                              | 11                                               | 18,18                                            | 73                                               | Henri Tilleman                                   | 0                                                | 85                                               | 7                                                | 12,14                                            | 46                                               | 2                                                |                                                  |
| René Tull                                        | 0                                                | 178                                              | 11                                               | 16,18                                            | 86                                               | Michel van Silfhout                              | 2                                                | 200                                              | 7                                                | 28,57                                            | 63                                               | 2                                                |                                                  |
|                                                  |                                                  |                                                  |                                                  |                                                  |                                                  |                                                  |                                                  |                                                  |                                                  |                                                  |                                                  |                                                  |                                                  |
| Henri Tilleman                                   | 2                                                | 200                                              | 14                                               | 14,28                                            | 47                                               | Michel van Silfhout                              | 2                                                | 200                                              | 6                                                | 33,33                                            | 70                                               | 3                                                |                                                  |
| Wiel van Gemert                                  | 0                                                | 169                                              | 14                                               | 12,07                                            | 85                                               | René Tull                                        | 0                                                | 111                                              | 6                                                | 18,50                                            | 63                                               | 3                                                |                                                  |
|                                                  |                                                  |                                                  |                                                  |                                                  |                                                  |                                                  |                                                  |                                                  |                                                  |                                                  |                                                  |                                                  |                                                  |
| EINDSTAND POULE A                                |                                                  |                                                  |                                                  |                                                  |                                                  |                                                  |                                                  |                                                  |                                                  |                                                  |                                                  |                                                  |                                                  |
| SPELER                                           | PP                                               | CAR                                              | BRT                                              | MOY                                              | HS                                               |                                                  |                                                  |                                                  |                                                  |                                                  |                                                  |                                                  |                                                  |
| 1. Michel van Silfhout                           | 6                                                | 600                                              | 27                                               | 22,22                                            | 75                                               |                                                  |                                                  |                                                  |                                                  |                                                  |                                                  |                                                  |                                                  |
| 2. Henri Tilleman                                | 4                                                | 485                                              | 32                                               | 15,15                                            | 48                                               |                                                  |                                                  |                                                  |                                                  |                                                  |                                                  |                                                  |                                                  |
| 3. Wiel van Gemert                               | 2                                                | 549                                              | 39                                               | 14,07                                            | 85                                               |                                                  |                                                  |                                                  |                                                  |                                                  |                                                  |                                                  |                                                  |
| 4. René Tull                                     | 0                                                | 441                                              | 28                                               | 15,75                                            | 95                                               |                                                  |                                                  |                                                  |                                                  |                                                  |                                                  |                                                  |                                                  |
| TOTAAL                                           | TOTAAL                                           | 2075                                             | 126                                              | 16,46                                            | 126                                              |                                                  |                                                  |                                                  |                                                  |                                                  |                                                  |                                                  |                                                  |

### Poule B
| NK Ankerkader 47/1 Ereklasse 2017-2018 – POULE B | NK Ankerkader 47/1 Ereklasse 2017-2018 – POULE B | NK Ankerkader 47/1 Ereklasse 2017-2018 – POULE B | NK Ankerkader 47/1 Ereklasse 2017-2018 – POULE B | NK Ankerkader 47/1 Ereklasse 2017-2018 – POULE B | NK Ankerkader 47/1 Ereklasse 2017-2018 – POULE B | NK Ankerkader 47/1 Ereklasse 2017-2018 – POULE B | NK Ankerkader 47/1 Ereklasse 2017-2018 – POULE B | NK Ankerkader 47/1 Ereklasse 2017-2018 – POULE B | NK Ankerkader 47/1 Ereklasse 2017-2018 – POULE B | NK Ankerkader 47/1 Ereklasse 2017-2018 – POULE B | NK Ankerkader 47/1 Ereklasse 2017-2018 – POULE B | NK Ankerkader 47/1 Ereklasse 2017-2018 – POULE B | NK Ankerkader 47/1 Ereklasse 2017-2018 – POULE B |
| SPELER                                           | PP                                               | CAR                                              | BRT                                              | MOY                                              | HS                                               |                                                  | SPELER                                           | PP                                               | CAR                                              | BRT                                              | MOY                                              | HS                                               | R                                                |
| ------------------------------------------------ | ------------------------------------------------ | ------------------------------------------------ | ------------------------------------------------ | ------------------------------------------------ | ------------------------------------------------ | ------------------------------------------------ | ------------------------------------------------ | ------------------------------------------------ | ------------------------------------------------ | ------------------------------------------------ | ------------------------------------------------ | ------------------------------------------------ | ------------------------------------------------ |
| Sam van Etten                                    | 0                                                | 63                                               | 7                                                | 9,00                                             | 21                                               | Gert-Jan Veldhuizen                              | 2                                                | 200                                              | 8                                                | 25,00                                            | 112                                              | 1                                                |                                                  |
| Ferry Jong                                       | 2                                                | 200                                              | 7                                                | 28,57                                            | 86                                               | Micha van Bochem                                 | 0                                                | 74                                               | 8                                                | 9,25                                             | 45                                               | 1                                                |                                                  |
|                                                  |                                                  |                                                  |                                                  |                                                  |                                                  |                                                  |                                                  |                                                  |                                                  |                                                  |                                                  |                                                  |                                                  |
| Sam van Etten                                    | 2                                                | 200                                              | 1                                                | 200,00                                           | 200                                              | Ferry Jong                                       | 0                                                | 76                                               | 8                                                | 9,50                                             | 64                                               | 2                                                |                                                  |
| Micha van Bochem                                 | 0                                                | 116                                              | 1                                                | 116,00                                           | 116                                              | Gert-Jan Veldhuizen                              | 2                                                | 200                                              | 8                                                | 25,00                                            | 75                                               | 2                                                |                                                  |
|                                                  |                                                  |                                                  |                                                  |                                                  |                                                  |                                                  |                                                  |                                                  |                                                  |                                                  |                                                  |                                                  |                                                  |
| Sam van Etten                                    | 0                                                | 146                                              | 9                                                | 16,22                                            | 72                                               | Ferry Jong                                       | 2                                                | 200                                              | 12                                               | 16,66                                            | 91                                               | 3                                                |                                                  |
| Gert-Jan Veldhuizen                              | 2                                                | 200                                              | 9                                                | 22,22                                            | 89                                               | Micha van Bochem                                 | 0                                                | 147                                              | 12                                               | 12,25                                            | 31                                               | 3                                                |                                                  |
|                                                  |                                                  |                                                  |                                                  |                                                  |                                                  |                                                  |                                                  |                                                  |                                                  |                                                  |                                                  |                                                  |                                                  |
| EINDSTAND POULE B                                |                                                  |                                                  |                                                  |                                                  |                                                  |                                                  |                                                  |                                                  |                                                  |                                                  |                                                  |                                                  |                                                  |
| SPELER                                           | PP                                               | CAR                                              | BRT                                              | MOY                                              | HS                                               |                                                  |                                                  |                                                  |                                                  |                                                  |                                                  |                                                  |                                                  |
| 1. Gert-Jan Veldhuizen                           | 6                                                | 600                                              | 25                                               | 24,00                                            | 112                                              |                                                  |                                                  |                                                  |                                                  |                                                  |                                                  |                                                  |                                                  |
| 2. Ferry Jong                                    | 4                                                | 476                                              | 27                                               | 17,62                                            | 91                                               |                                                  |                                                  |                                                  |                                                  |                                                  |                                                  |                                                  |                                                  |
| 3. Sam van Etten                                 | 2                                                | 409                                              | 17                                               | 24,05                                            | 200                                              |                                                  |                                                  |                                                  |                                                  |                                                  |                                                  |                                                  |                                                  |
| 4. Micha van Bochem                              | 0                                                | 337                                              | 21                                               | 16,04                                            | 116                                              |                                                  |                                                  |                                                  |                                                  |                                                  |                                                  |                                                  |                                                  |
| TOTAAL                                           | TOTAAL                                           | 1822                                             | 90                                               | 20,24                                            | 200                                              |                                                  |                                                  |                                                  |                                                  |                                                  |                                                  |                                                  |                                                  |

## Finaleronde
Onderlinge resultaten uit de poulefase werden meegenomen naar de finalefase.
 Deze staan vermeld bij “Ronde P”.

### Om de plaatsen 5 t/m 8
| NK Ankerkader 47/1 Ereklasse 2017-2018 – POULE 5 TM 8 | NK Ankerkader 47/1 Ereklasse 2017-2018 – POULE 5 TM 8 | NK Ankerkader 47/1 Ereklasse 2017-2018 – POULE 5 TM 8 | NK Ankerkader 47/1 Ereklasse 2017-2018 – POULE 5 TM 8 | NK Ankerkader 47/1 Ereklasse 2017-2018 – POULE 5 TM 8 | NK Ankerkader 47/1 Ereklasse 2017-2018 – POULE 5 TM 8 | NK Ankerkader 47/1 Ereklasse 2017-2018 – POULE 5 TM 8 | NK Ankerkader 47/1 Ereklasse 2017-2018 – POULE 5 TM 8 | NK Ankerkader 47/1 Ereklasse 2017-2018 – POULE 5 TM 8 | NK Ankerkader 47/1 Ereklasse 2017-2018 – POULE 5 TM 8 | NK Ankerkader 47/1 Ereklasse 2017-2018 – POULE 5 TM 8 | NK Ankerkader 47/1 Ereklasse 2017-2018 – POULE 5 TM 8 | NK Ankerkader 47/1 Ereklasse 2017-2018 – POULE 5 TM 8 | NK Ankerkader 47/1 Ereklasse 2017-2018 – POULE 5 TM 8 |
| SPELER                                                | PP                                                    | CAR                                                   | BRT                                                   | MOY                                                   | HS                                                    |                                                       | SPELER                                                | PP                                                    | CAR                                                   | BRT                                                   | MOY                                                   | HS                                                    | R                                                     |
| ----------------------------------------------------- | ----------------------------------------------------- | ----------------------------------------------------- | ----------------------------------------------------- | ----------------------------------------------------- | ----------------------------------------------------- | ----------------------------------------------------- | ----------------------------------------------------- | ----------------------------------------------------- | ----------------------------------------------------- | ----------------------------------------------------- | ----------------------------------------------------- | ----------------------------------------------------- | ----------------------------------------------------- |
| Wiel van Gemert                                       | 2                                                     | 200                                                   | 11                                                    | 18,18                                                 | 73                                                    | Sam van Etten                                         | 2                                                     | 200                                                   | 1                                                     | 200,00                                                | 200                                                   | P                                                     |                                                       |
| René Tull                                             | 0                                                     | 178                                                   | 11                                                    | 16,18                                                 | 86                                                    | Micha van Bochem                                      | 0                                                     | 116                                                   | 1                                                     | 116,00                                                | 116                                                   | P                                                     |                                                       |
|                                                       |                                                       |                                                       |                                                       |                                                       |                                                       |                                                       |                                                       |                                                       |                                                       |                                                       |                                                       |                                                       |                                                       |
| Wiel van Gemert                                       | 0                                                     | 66                                                    | 6                                                     | 11,00                                                 | 35                                                    | René Tull                                             | 0                                                     | 157                                                   | 12                                                    | 13,08                                                 | 50                                                    | 4                                                     |                                                       |
| Micha van Bochem                                      | 2                                                     | 200                                                   | 6                                                     | 33,33                                                 | 116                                                   | Sam van Etten                                         | 2                                                     | 200                                                   | 12                                                    | 16,66                                                 | 56                                                    | 4                                                     |                                                       |
|                                                       |                                                       |                                                       |                                                       |                                                       |                                                       |                                                       |                                                       |                                                       |                                                       |                                                       |                                                       |                                                       |                                                       |
| Wiel van Gemert                                       | 0                                                     | 12                                                    | 3                                                     | 4,00                                                  | 6                                                     | René Tull                                             | 2                                                     | 200                                                   | 12                                                    | 16,66                                                 | 81                                                    | 5                                                     |                                                       |
| Sam van Etten                                         | 2                                                     | 200                                                   | 3                                                     | 66,66                                                 | 104                                                   | Micha van Bochem                                      | 0                                                     | 87                                                    | 12                                                    | 7,25                                                  | 25                                                    | 5                                                     |                                                       |
|                                                       |                                                       |                                                       |                                                       |                                                       |                                                       |                                                       |                                                       |                                                       |                                                       |                                                       |                                                       |                                                       |                                                       |
| EINDSTAND POULE 5 T/M 8                               |                                                       |                                                       |                                                       |                                                       |                                                       |                                                       |                                                       |                                                       |                                                       |                                                       |                                                       |                                                       |                                                       |
| SPELER                                                | PP                                                    | CAR                                                   | BRT                                                   | MOY                                                   | HS                                                    |                                                       |                                                       |                                                       |                                                       |                                                       |                                                       |                                                       |                                                       |
| 1. Sam van Etten                                      | 6                                                     | 600                                                   | 16                                                    | 37,50                                                 | 200                                                   |                                                       |                                                       |                                                       |                                                       |                                                       |                                                       |                                                       |                                                       |
| 2. Micha van Bochem                                   | 2                                                     | 403                                                   | 19                                                    | 21,21                                                 | 116                                                   |                                                       |                                                       |                                                       |                                                       |                                                       |                                                       |                                                       |                                                       |
| 3. René Tull                                          | 2                                                     | 535                                                   | 35                                                    | 15,28                                                 | 86                                                    |                                                       |                                                       |                                                       |                                                       |                                                       |                                                       |                                                       |                                                       |
| 4. Wiel van Gemert                                    | 2                                                     | 278                                                   | 20                                                    | 13,90                                                 | 73                                                    |                                                       |                                                       |                                                       |                                                       |                                                       |                                                       |                                                       |                                                       |
| TOTAAL                                                | TOTAAL                                                | 1816                                                  | 90                                                    | 20,17                                                 | 200                                                   |                                                       |                                                       |                                                       |                                                       |                                                       |                                                       |                                                       |                                                       |

### Om de plaatsen 1 t/m 4
| NK Ankerkader 47/1 Ereklasse 2017-2018 – KAMPIOENSPOULE | NK Ankerkader 47/1 Ereklasse 2017-2018 – KAMPIOENSPOULE | NK Ankerkader 47/1 Ereklasse 2017-2018 – KAMPIOENSPOULE | NK Ankerkader 47/1 Ereklasse 2017-2018 – KAMPIOENSPOULE | NK Ankerkader 47/1 Ereklasse 2017-2018 – KAMPIOENSPOULE | NK Ankerkader 47/1 Ereklasse 2017-2018 – KAMPIOENSPOULE | NK Ankerkader 47/1 Ereklasse 2017-2018 – KAMPIOENSPOULE | NK Ankerkader 47/1 Ereklasse 2017-2018 – KAMPIOENSPOULE | NK Ankerkader 47/1 Ereklasse 2017-2018 – KAMPIOENSPOULE | NK Ankerkader 47/1 Ereklasse 2017-2018 – KAMPIOENSPOULE | NK Ankerkader 47/1 Ereklasse 2017-2018 – KAMPIOENSPOULE | NK Ankerkader 47/1 Ereklasse 2017-2018 – KAMPIOENSPOULE | NK Ankerkader 47/1 Ereklasse 2017-2018 – KAMPIOENSPOULE | NK Ankerkader 47/1 Ereklasse 2017-2018 – KAMPIOENSPOULE |
| SPELER                                                  | PP                                                      | CAR                                                     | BRT                                                     | MOY                                                     | HS                                                      |                                                         | SPELER                                                  | PP                                                      | CAR                                                     | BRT                                                     | MOY                                                     | HS                                                      | R                                                       |
| ------------------------------------------------------- | ------------------------------------------------------- | ------------------------------------------------------- | ------------------------------------------------------- | ------------------------------------------------------- | ------------------------------------------------------- | ------------------------------------------------------- | ------------------------------------------------------- | ------------------------------------------------------- | ------------------------------------------------------- | ------------------------------------------------------- | ------------------------------------------------------- | ------------------------------------------------------- | ------------------------------------------------------- |
| Henri Tilleman                                          | 0                                                       | 85                                                      | 7                                                       | 12,14                                                   | 46                                                      | Gert-Jan Veldhuizen                                     | 2                                                       | 200                                                     | 8                                                       | 25,00                                                   | 75                                                      | P                                                       |                                                         |
| Michel van Silfhout                                     | 2                                                       | 200                                                     | 7                                                       | 28,57                                                   | 63                                                      | Ferry Jong                                              | 0                                                       | 76                                                      | 8                                                       | 9,50                                                    | 64                                                      | P                                                       |                                                         |
|                                                         |                                                         |                                                         |                                                         |                                                         |                                                         |                                                         |                                                         |                                                         |                                                         |                                                         |                                                         |                                                         |                                                         |
| Michel van Silfhout                                     | 2                                                       | 200                                                     | 11                                                      | 18,18                                                   | 63                                                      | Gert-Jan Veldhuizen                                     | 0                                                       | 57                                                      | 7                                                       | 8,14                                                    | 26                                                      | 4                                                       |                                                         |
| Ferry Jong                                              | 0                                                       | 183                                                     | 11                                                      | 16,63                                                   | 91                                                      | Henri Tilleman                                          | 2                                                       | 200                                                     | 7                                                       | 28,57                                                   | 64                                                      | 4                                                       |                                                         |
|                                                         |                                                         |                                                         |                                                         |                                                         |                                                         |                                                         |                                                         |                                                         |                                                         |                                                         |                                                         |                                                         |                                                         |
| Gert-Jan Veldhuizen                                     | 2                                                       | 200                                                     | 13                                                      | 15,38                                                   | 61                                                      | Henri Tilleman                                          | 2                                                       | 200                                                     | 12                                                      | 16,66                                                   | 49                                                      | 5                                                       |                                                         |
| Michel van Silfhout                                     | 0                                                       | 183                                                     | 13                                                      | 14,07                                                   | 56                                                      | Ferry Jong                                              | 0                                                       | 165                                                     | 12                                                      | 13,75                                                   | 62                                                      | 5                                                       |                                                         |
|                                                         |                                                         |                                                         |                                                         |                                                         |                                                         |                                                         |                                                         |                                                         |                                                         |                                                         |                                                         |                                                         |                                                         |
| EINDSTAND KAMPIOENSPOULE                                |                                                         |                                                         |                                                         |                                                         |                                                         |                                                         |                                                         |                                                         |                                                         |                                                         |                                                         |                                                         |                                                         |
| SPELER                                                  | PP                                                      | CAR                                                     | BRT                                                     | MOY                                                     | HS                                                      |                                                         |                                                         |                                                         |                                                         |                                                         |                                                         |                                                         |                                                         |
| 1. Michel van Silfhout                                  | 4                                                       | 583                                                     | 31                                                      | 18,80                                                   | 63                                                      |                                                         |                                                         |                                                         |                                                         |                                                         |                                                         |                                                         |                                                         |
| 2. Henri Tilleman                                       | 4                                                       | 485                                                     | 26                                                      | 18,65                                                   | 64                                                      |                                                         |                                                         |                                                         |                                                         |                                                         |                                                         |                                                         |                                                         |
| 3. Gert-Jan Veldhuizen                                  | 4                                                       | 457                                                     | 28                                                      | 16,32                                                   | 75                                                      |                                                         |                                                         |                                                         |                                                         |                                                         |                                                         |                                                         |                                                         |
| 4. Ferry Jong                                           | 0                                                       | 425                                                     | 31                                                      | 13,70                                                   | 91                                                      |                                                         |                                                         |                                                         |                                                         |                                                         |                                                         |                                                         |                                                         |
| TOTAAL                                                  | TOTAAL                                                  | 1950                                                    | 116                                                     | 16,81                                                   | 91                                                      |                                                         |                                                         |                                                         |                                                         |                                                         |                                                         |                                                         |                                                         |

## Eindstand
| NK Ankerkader 47/1 Ereklasse 2017-2018 - EINDSTAND | NK Ankerkader 47/1 Ereklasse 2017-2018 - EINDSTAND | NK Ankerkader 47/1 Ereklasse 2017-2018 - EINDSTAND | NK Ankerkader 47/1 Ereklasse 2017-2018 - EINDSTAND | NK Ankerkader 47/1 Ereklasse 2017-2018 - EINDSTAND | NK Ankerkader 47/1 Ereklasse 2017-2018 - EINDSTAND | NK Ankerkader 47/1 Ereklasse 2017-2018 - EINDSTAND | NK Ankerkader 47/1 Ereklasse 2017-2018 - EINDSTAND | NK Ankerkader 47/1 Ereklasse 2017-2018 - EINDSTAND |
| RANG                                               | SPELER                                             | GESP                                               | PP                                                 | CAR                                                | BRT                                                | MOY                                                | PMOY                                               | HS                                                 |
| -------------------------------------------------- | -------------------------------------------------- | -------------------------------------------------- | -------------------------------------------------- | -------------------------------------------------- | -------------------------------------------------- | -------------------------------------------------- | -------------------------------------------------- | -------------------------------------------------- |
|                                                    | Michel van Silfhout                                | 5                                                  | 8                                                  | 983                                                | 51                                                 | 19,27                                              | 33,33                                              | 75                                                 |
|                                                    | Henri Tilleman jr.                                 | 5                                                  | 8                                                  | 885                                                | 51                                                 | 17,35                                              | 28,57                                              | 64                                                 |
|                                                    | Gert-Jan Veldhuizen                                | 5                                                  | 8                                                  | 857                                                | 45                                                 | 19,04                                              | 25,00                                              | 112                                                |
| 4                                                  | Ferry Jong                                         | 5                                                  | 4                                                  | 824                                                | 50                                                 | 16,48                                              | 28,57                                              | 91                                                 |
| 5                                                  | Sam van Etten                                      | 5                                                  | 6                                                  | 809                                                | 32                                                 | 25,28                                              | 200,00                                             | 200                                                |
| 6                                                  | Micha van Bochem                                   | 5                                                  | 2                                                  | 624                                                | 39                                                 | 16,00                                              | 33,33                                              | 116                                                |
| 7                                                  | René Tull                                          | 5                                                  | 2                                                  | 798                                                | 52                                                 | 15,34                                              | 16,66                                              | 95                                                 |
| 8                                                  | Wiel van Gemert                                    | 5                                                  | 2                                                  | 627                                                | 48                                                 | 13,06                                              | 18,18                                              | 85                                                 |
| TOTAAL                                             | TOTAAL                                             | TOTAAL                                             | TOTAAL                                             | 6407                                               | 368                                                | 17,41                                              | 200,00                                             | 200                                                |

Rotterdam 1949-1950 · 
Rotterdam 1951-1952 · 
Nijmegen 1960-1961 · 
Rotterdam 1961-1962 · 
Veldhoven 1962-1963 · 
Dieren 1963-1964 · 
Julianadorp 1964-1965 ·
Oldenzaal 1965-1966 · 
Apeldoorn 1966-1967 · 
Nuenen 1967-1968 · 
Noordwijk 1968-1969 · 
Hengelo (G) 1969-1970 · 
Goirle 1970-1971 · 
Julianadorp 1972-1973 · 
Amersfoort 1973-1974 · 
Berkhout 1974-1975 · 
Wijchen 1975-1976 · 
Wijchen 1976-1977 · 
Wijchen 1977-1978 · 
Nieuwkuijk 1978-1979 · 
Middelburg 1979-1980 · 
Berkhout 1980-1981 · 
Landsmeer 1981-1982 · 
Uitgeest 1982-1983 · 
Gorssel 1983-1984 · 
Middelburg 1984-1985 ·
Berkel-Enschot 1985-1986 · 
Deventer 1989-1990 ·   
Wijchen 1993-1994 · 
Daarlerveen 1994-1995 · 
Alkmaar 1995-1996 · 
Daarlerveen 1996-1997 · 
Daarlerveen 1997-1998 · 
Nijkerk 1998-1999 · 
Deventer 1999-2000 · 
Nijkerk 2000-2001 · 
Nijkerk 2001-2002 · 
Haaksbergen 2002-2003 · 
Wijchen 2003-2004 · 
Wijchen 2004-2005 ·
Wijchen 2005-2006 · 
Wijchen 2006-2007 · 
Haarlo 2011-2012 · 
Haarlo 2017-2018 · 
Mariënberg 2018-2019 · 
nnb 2019-2020